# Maniola germana
Maniola germana är en fjärilsart som beskrevs av Otto Staudinger 1887. Maniola germana ingår i släktet Maniola och familjen praktfjärilar. Inga underarter finns listade i Catalogue of Life.